# Pristiophorus
Pristiophorus è un genere di squali sega della famiglia dei Pristioforidi.
I membri di questo genere hanno cinque aperture branchiali, al contrario dell'altra specie della famiglia, lo squalo sega a sei branchie, che ne ha appunto sei.

## Specie
- Squalo sega nasolungo, Pristiophorus cirratus (Latham, 1794)
- Squalo sega tropicale, Pristiophorus delicatus Yearsley, Last e White, 2008 [1]
- Squalo sega giapponese, Pristiophorus japonicus Günther, 1870
- Squalo sega nasocorto, Pristiophorus nudipinnis Günther, 1870
- Squalo sega delle Bahamas, Pristiophorus schroederi Springer & Bullis, 1960
- Squalo sega dell'Australia orientale, Pristiophorus sp. A (Descritto come Pristiophorus peroniensis, ora accettato come Pristiophorus delicatus).
- Squalo sega delle Filippine, Pristiophorus sp. C
- Squalo sega nano, Pristiophorus sp. D

## Reperti museali in Italia
In Italia una buona rappresentativa di squali di questo genere è conservata presso la Galleria nazionale dei Selachoidei, ove sono esposti:
- Pristiophorus cirratus (Latham, 1794) - Adelaide (Australia).
- Pristiophorus japonicus Günther, 1870 -  Hualien (Taiwan).
- Pristiophorus schroederi Springer & Bullis, 1960 - Spiaggia di Venice, Florida (USA).